# Sobolewskia
Sobolewskia je biljni rod iz porodice kupusovki (Brassicaceae). Postoje četiri priznate vrste na Krimu, Kavkazu i Turskoj

## Vrste
1. Sobolewskia caucasica (Rupr.) N.Busch
2. Sobolewskia clavata (Boiss.) Fenzl
3. Sobolewskia sibirica (Willd.) P.W.Ball
4. Sobolewskia truncata N.Busch

## Sinonimi
- Macrosporum DC.